# Мяекюла (Камб'я)
Мя́екюла (ест. Mäeküla) — село в Естонії, у волості Камб'я повіту Тартумаа.

## Населення
Чисельність населення на 31 грудня 2011 року становила 60 осіб.

## Географія
Через населений пункт проходить автошлях 22136 (Камб'я — Ребазе).